# Sarirejo (Balen)
Sarirejo is een bestuurslaag in het regentschap Bojonegoro van de provincie Oost-Java, Indonesië. Sarirejo telt 1873 inwoners (volkstelling 2010).